# Maria Stella Tobar
Maria Stella Tobar (Campinas, 22 de maio de 1974) é uma atriz brasileira.
Participa desde a formação do grupo teatral Os Fofos Encenam junto com Carol Brada e Fernando Neves. O grupo têm uma sede na Rua Adoniram Barbosa.
A atriz foi revelada para a televisão ainda em 2004, fazendo uma participação na telenovela A Escrava Isaura da Rede Record.
Está no elenco do filme Uma Noite em Sampa de Ugo Giorgetti.

## Carreira

### Na televisão
- 2004 A Escrava Isaura - vendedora de vestidos
- 2005 Essas Mulheres - Mariquinha Rodrigues de Seixas
- 2015 Cúmplices de um Resgate - massagista de Regina

### No teatro
- Assombrações do Recife Velho
- A Mulher do Trem
- da Cana
- Deus Sabia de Tudo

### No cinema
- Uma Noite em Sampa (2016) - Tereza.[1]